# 四十七街
四十七街（47th Street）是美国纽约市曼哈顿区的一条东西向街道，西到西城公路（West Side Highway），东到第一大道的联合国总部，全长1.8英里。
这条街在曼哈顿中城的第五大道和第六大道之间的一段称为钻石区，是全球重要钻石业中心。

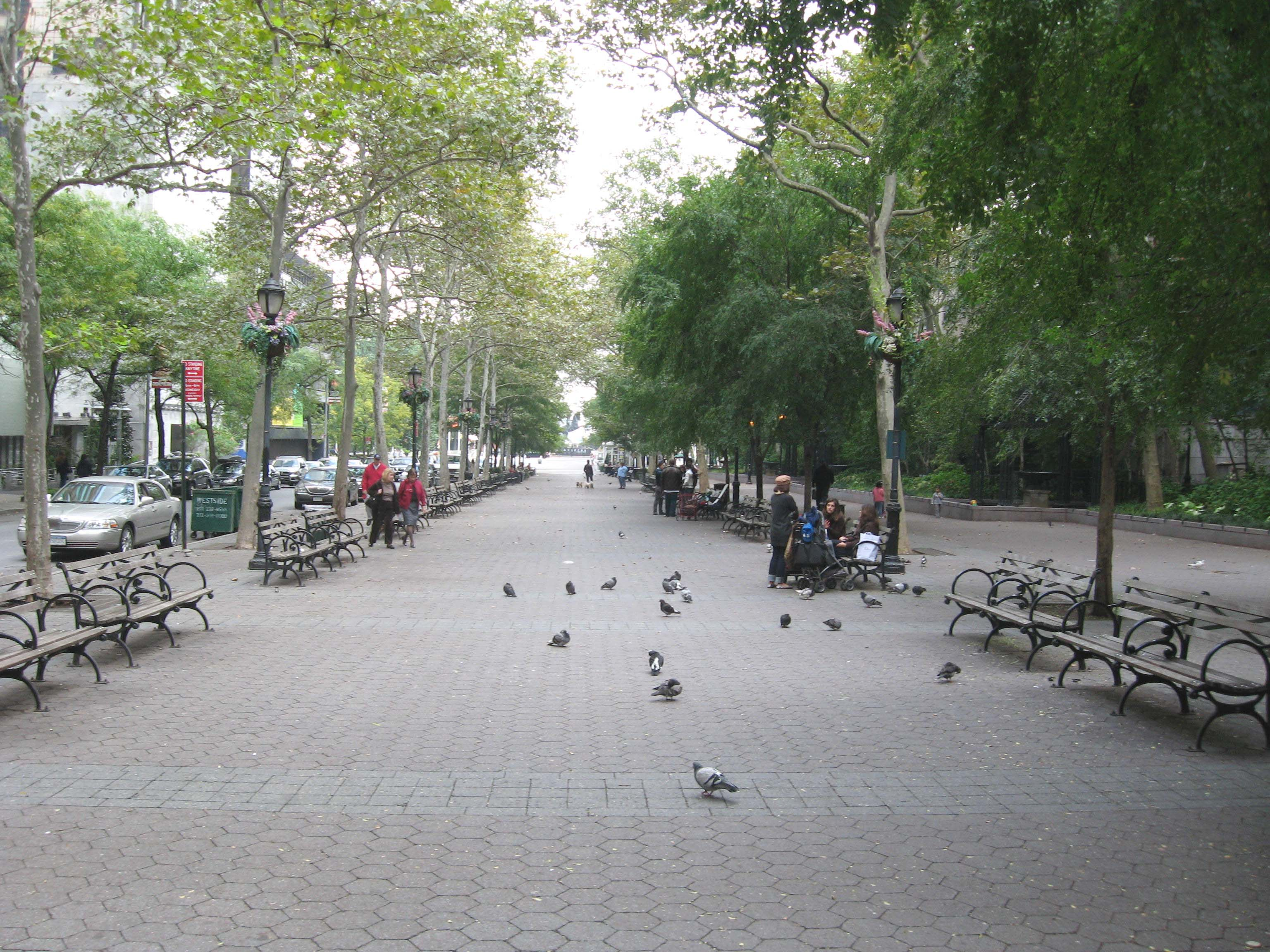
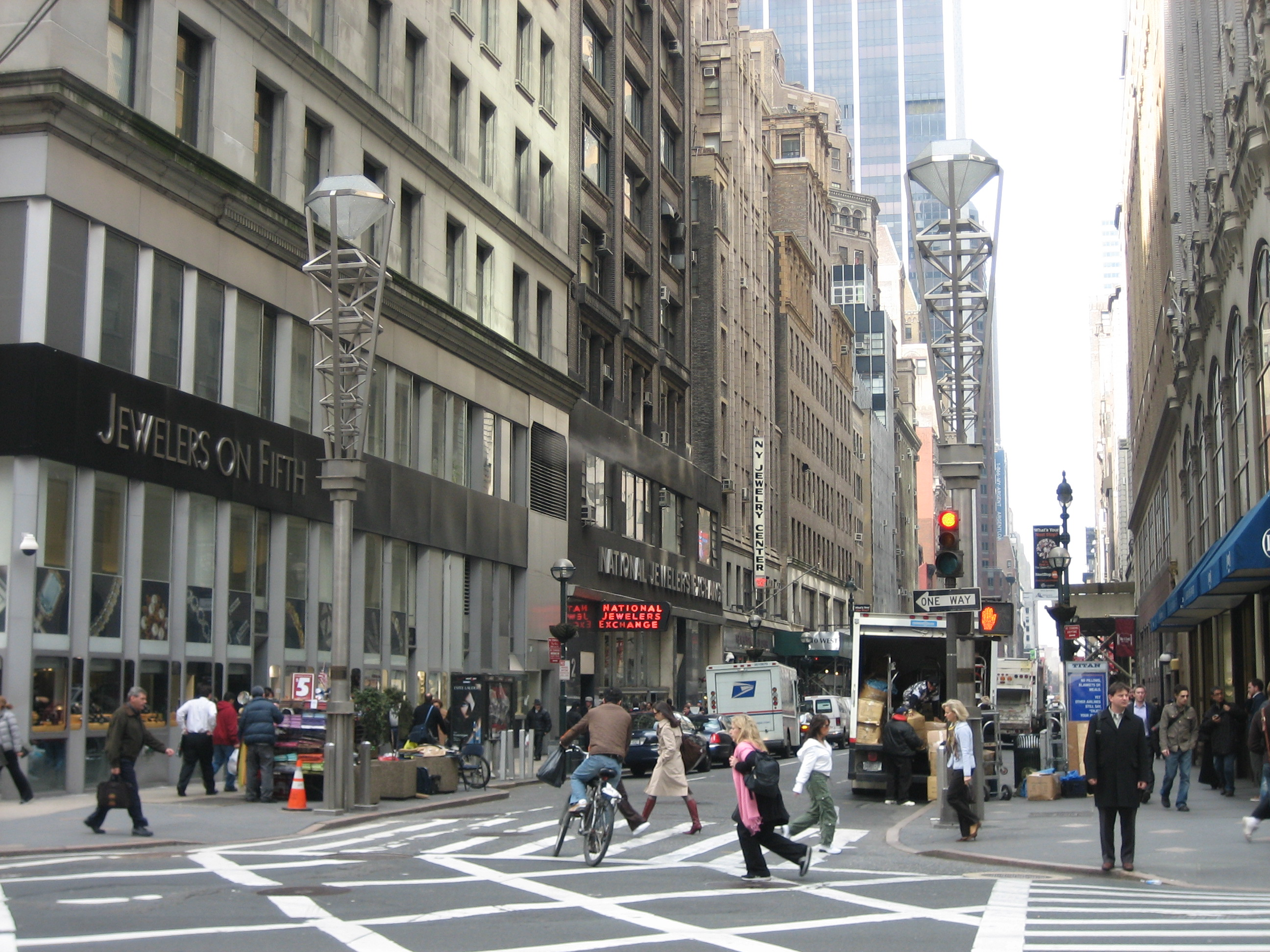
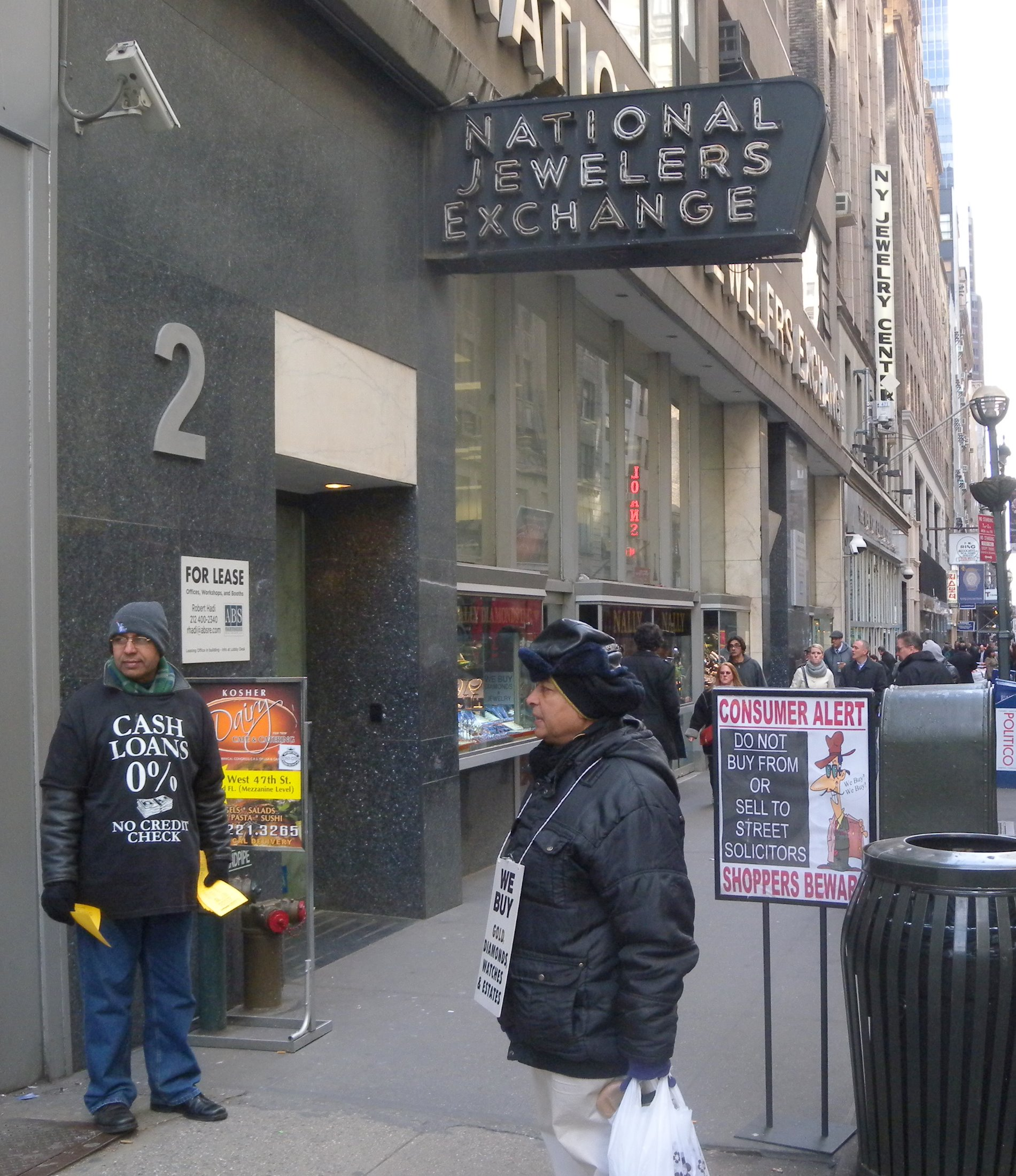